# Julius von Bernuth
Julius Hans Camillo Friedrich Leo Ludwig von Bernuth (12 de agosto de 1897 - 12 de julio de 1942) fue un general de la Wehrmacht de la Alemania Nazi que sirvió durante la II Guerra Mundial.
El 12 de julio de 1942, mientras volaba en un Fieseler Storch entre su cuartel general y el cuartel general del XXXX Cuerpo de Ejército, su avión desapareció. Los investigadores encontraron sus restos en los restos del avión en Sumy, el 14 de julio de 1942. Fue enterrado cerca de Stalingrado.

## Condecoraciones
- Cruz de Caballero de la Cruz de Hierro el 5 de agosto de 1940 como Oberstleutnant en el estado mayor del XV. Armeekorps[1]